# 권예
권예(1495년 ~ 1549년)는 조선 중기의 문신이다. 본관은 안동, 자는 경신, 호는 마애이다. 경상도 안동 출생이다.

## 생애
문장에 능해서 중종 11년인 1516년에 생원시에 합격했고 같은 해 식년문과에 병과로 급제해서 예문관검열에 제수되었다. 이후 1519년에는 주서가 되었다가 예문관대교로 옮겼는데 이 때 기묘사화가 일어나자 조광조 일파의 탄압 반대에 앞장섰다. 이후 1521년에 사서, 1522년에 부수찬, 수찬, 검토관, 1526년에는 사헌부지평, 1527년에는 사헌부장령, 홍문관교리, 부응교, 1528년에는 사간원사간, 1529년에는 홍문관부교리를 하는 등 삼사의 요직을 두루 역임했다. 이후 홍문관직제학에 올랐다가 강원도어사로 파견되어서 민정을 살폈고 탐관으로 지목되고 있던 평해군수 최수진을 파직시켰다. 이후 시강관을 하다가 동부승지에 제수되면서 당상관에 올랐고 1530년에는 병조참지로 옮겼다가 사간원대사간으로 옮겼다. 대사간이 되었을 때 홍문관의 운영이 대신들에 의해 좌우됨을 보고 홍문관은 공론의 발원지임을 들어서 직무의 공정성을 강조했다. 이 시기에 김안로 및 허항, 채무택과 손을 잡고 대사헌이었던 김근사와 함께 복성군옥사를 일으켜서 심정, 이항, 김극핍과 성세창을 탄핵했는데 심정, 이항을 유배를 보낸 뒤에 사사시켰고 김극핍은 고신을 추탈했고 성세창은 유배를 보냈다. 이후 1531년에는 홍문관부제학으로 옮겼고 이 때 이항을 탄핵하여 유배를 보냈고 사사하게 했다. 이후 다시 사간원대사간에 제수되었는데 조계상을 탄핵하는 데도 동참을 했으며 연이어 이행을 탄핵하는데도 동참을 했다. 이후 1533년에는 다시 홍문관부제학에 제수되었고 다시 대사간에 제수되었는데 복성군을 사사하게 했다. 이후 공조참판으로 승차하였고 병조참판으로 옮겼다가 사헌부대사헌에 제수되었는데 대사헌 시절에는 이기를 추국하는 데 관여를 했다. 이후 한성부우윤이 되었다가 1534년에는 다시 병조참판이 되었고 다시 사헌부대사헌에 제수되었다. 1535년에는 호조참판이 되었고 1536년에는 다시 공조참판이 되었다가 호조참판으로 옮겼다. 이후 경상도관찰사로 제수되어 외직에 나갔다가 형조판서로 승차하여 정경의 반열에 올랐다. 이후 1537년에는 다시 사헌부대사헌이 되었고 의정부우참찬이 되었다가 이조판서로 옮겼다. 이후 다시 우참찬에 제수되었는데 김안로와 사이가 멀어지면서 당시 도승지와 대사헌을 하고 있던 양연과 함께 김안로를 축출하는 일에 앞장을 섰고 김안로를 사사하는 일에도 앞장섰다. 이후 정승의 후보에 올랐으나 과거 김안로와 협력한 관계로 인해서 심언광, 심언경과 함께 파직되었고 이후 안동에서 은거하다가 1549년에 별세했다.

## 평가
성품이 강경하고 나서기를 좋아했으며 자질이 총만했다. 요직을 역임하고 권력을 장악한 바 있어도 근검해서 가산은 돌보지 않았다고 한다.

## 저서
저서로 마애집이 있다.